# TOKYO おはようスクール
『TOKYO おはようスクール』（トウキョウ おはようスクール）は、東京メトロポリタンテレビジョン（TOKYO MX）で放送中の子供向け番組・教養番組である。

## 概要
新型コロナウイルスの感染拡大により、臨時休校中の小学生に番組を見て一日をスタートさせ、生活のリズムを整え、自分に合った学習を進められるようになってもらうことを狙いとし、子どもたちがテレビの前で楽しみながら学習できる様々なコーナーを制作するとしている。
当初は2020年5月6日までの放送を予定していたが、緊急事態措置の実施期間が延長されたことに伴い、同月29日までの放送に変更となった。

## 主な内容

### 朝の放送（8:30 - 9:00）
学校で行われる「朝の会」をイメージ。挨拶や子どもたちへの励ましのメッセージ、新型コロナウイルス感染症予防について知るコーナー、家庭でできる簡単な運動、それに国語や算数のミニ学習コーナー、クイズコーナーなどを放送するとしている。

### 午後の放送（14:56 - 14:58）
「帰りの会」をイメージ。こちらは朝の放送で出されたクイズの答えや翌日の予告などを放送するとしている。

## 出演者
- 小林よしひさ - MC
- ゆめらいおん（TOKYO MXマスコットキャラクター）
- 東京都教育庁職員
- 都内公立学校教員 ほか

## スタッフ
- 企画構成/東京都教育委員会
- 製作著作/TOKYO MX